# Форт Шарлотт (Кингстаун)
Форт Шарлотт (англ. Fort Charlotte) — колониальный форт Великобритании на Карибах.

## Состояние форта
Форт находиться на высоте 601 фут. Укрепления не используются вооруженными силами, но превращены в музей истории черных карибов. В вооружении имеется 30 пушек и возможность содержания 600 солдат.

## История
Был основан в 1806 (после завоевания британцами острова в 1763). Был построен для защиты от бунтов рабов, французов, недовольства фермеров. Далее форт был под контролем Британской Империи. С 1958 по 1962 укрепления были оккупированы Федерацией Вест-Индии. После фактического объявления независимости Сент-Винсента и Гренадин перешёл под их контроль.
В различное времена использовался как психиатрическая больница, тюрьма. Также использовался как богадельня и лепрозорий.